# Serripes groenlandicus
Serripes groenlandicus ist eine Muschel-Art aus der Familie der Herzmuscheln (Cardiidae) in der Ordnung Cardiida.

## Merkmale
Die gleichklappigen Gehäuse werden bis 70 mm lang (Poppe gibt 30 bis 100 mm an). Sie sind leicht ungleichseitig, die Wirbel sitzen nur wenig vor der Mittellinie (zum Vorderrand hin). Das Verhältnis Länge zu Höhe ist in etwa gleich.
Der hintere Dorsalrand ist deutlich länger als der vordere Dorsalrand. Der vordere Dorsalrand ist fast gerade und fällt etwas steiler zum Vorderrand ab, als der hintere, schwach gebogene Dorsalrand zum Hinterende. Der Hinterrand ist weit gebogen, der Vorderrand ist etwas enger gebogen. Der Vorderrand geht mit keinem erkennbaren Wechsel der Krümmung in den gleichmäßig gekrümmten Ventralrand über. Der Hinterrand geht dagegen etwas enger gerundet in den Ventralrand über; dadurch kommt der leicht schief-ovale Umriss zustande. Es ist keine Lunula vorhanden. Im geschlossenen Zustand klaffen die beiden Klappen etwas am hinteren Ende.
Das schmale, relativ lange Ligament liegt extern. Das Schloss besteht in der rechten Klappe aus zwei vorderen Seitenzähnen, zwei kleinen Hauptzähnen und einen hinteren Seitenzahn an. Der ventrale der beiden vorderen Seitenzähne ist lang, der mehr dorsal gelegene Seitenzahn ist dagegen sehr klein. In der linken Klappe sind ein langer, vorderer Seitenzahn, zwei kleine Hauptzähne und ein hinterer Seitenzahn vorhanden. Die Mantellinie ist ganzrandig und die beiden Schließmuskeleindrücke sind deutlich sichtbar.
Die Schale ist dünn. Die Ornamentierung besteht aus schwachen, niedrigen, sehr feinen radialen Linien, die besonders an Vorder- und Hinterende hervor treten. Sehr viel prägnanter sind dagegen konzentrische Anwachslinien und besonders Wachstumsunterbrechungen, die oft tief in die Schale eingekerbt sind. Die Schaleninnenseite ist gekerbt, die Einkerbungen korrespondieren mit den Rippen auf der Außenseite. Auch auf der Innenseite sind die Anwachslinien oft sehr deutlich ausgeprägt. Die Farbe der Schalen ist schmutzigweiß mit oliv und rötlichen Schattierungen. Das helle Periostrakum ist dünn und glänzend.

## Geographische Verbreitung und Lebensraum
Die Art kommt im nördlichen Nordatlantik, hauptsächlich um Grönland und Island vor. Im westlichen Nordatlantik wurde sie südlich bis Cape Cod (Massachusetts; ca. 41° n. Br.) gefunden, im östlichen Nordatlantik ist das südlichste Vorkommen entlang der Nordküste Norwegens (Finnmark; ca. 70° n. Br.) und die russische Karasee. Die Website  Marine Bivalve Shells of the British Isles gibt dagegen als südlichstes Vorkommen die Färöer (ca. 61°) an, allerdings ohne eine Literaturreferenz.
Poppe gibt eine Verbreitung in der Tiefe von 2 bis 125 m Wassertiefe an.

## Taxonomie
Das Taxon wurde von Nicolai Mohr erstmals unter der ursprünglichen Namenskombination Cardium Grönlandicum beschrieben. Es ist die Typusart der Gattung Serripes Gould, 1841.
MolluscaBase führt die folgenden Synonyme auf: Aphrodite columba Lea, 1834, Cardium boreale Reeve, 1845, Cardium edentula Montagu, 1808, Cardium groenlandicum unciangulare Khomenko, 1931 und Mactra radiata Donovan, 1803. Poppe gibt als weiteres Synonym Serripes protractus (Dall, 1900) an.

## Online
- Marine Bivalve Shells of the British Isles: Serripes groenlandicus (Mohr, 1786) (Website des National Museum Wales, Department of Natural Sciences, Cardiff)